# Vallbona de les Monges
Vallbona de les Monges è un comune spagnolo di 268 abitanti situato nella comunità autonoma della Catalogna. Prende il nome dal monastero di monache (monges in catalano) cistercensi qui fondato.